# Helene Haeusler
Helene Haeusler (1904-1987) est une designer allemande. Conceptrice de jouet, elle a fait carrière en République fédérale d'Allemagne.

## Biographie
Helene Haeusler voit le jour à Metz, en Lorraine, le 26 août 1904. Attirée par l'art et le design, elle s'oriente très tôt vers la conception de supports pédagogiques et de jouets pour enfants. À partir des années 1960, elle développe des jouets destinés à favoriser le développement et l’épanouissement des enfants et des jeunes adultes handicapés, moteurs ou  mentaux.
Helene Haeusler décéda à Sonneberg, dans le Land de Thuringe, le 10 juillet 1987.

## Ses travaux
Dans les années 1970, Helene Haeusler enseignait à la "Fachschule für angewandte Kunst" de Sonneberg, une école d'art appliqué, spécialisée dans les arts décoratifs, le travail du verre et de la céramique, ayant notamment formé la génération de designers de Renate Müller. Grâce à l'expérience pédagogique acquise, elle a par ailleurs sensibilisé de nombreux intervenants, dans les milieux éducatifs et sociaux, travaillant toujours en étroite collaboration avec les équipes soignantes et les familles. Comme son contemporain Horst Michel, elle est connue dans le monde du design industriel.

## Sources
- Dagmar Lüder : Helene Haeusler. Leben und Schaffen einer Spielzeuggestalterin, Veröffentlichung der Sammlung industrielle Gestaltung Berlin, Berlin, 1995.
- Helene Haeusler (1904-1987); Therapeutisches Spielzeug und anderes, Einladung. - Sammlung industrielle Gestaltung : das Museum im Nordflügel, 1995 (catalogue).